# Victor Guéi
Victor Guéi était un artiste chanteur, originaire de Guiglo dans l'ouest de la Côte d'Ivoire. 
Créateur moderne d'une danse, « le Lékiné », Victor Guéi est également auteur de plusieurs albums. Avec son orchestre, le « Zatchèda orchestra » il a, de 1975 à 1990 animé des spectacles à Yopougon notamment au Yaosséhi, au Baron-bar, au Mont-Zatro et au Bar Étoile.
L'artiste musicien, meurt le 12 juin 2006 au Centre hospitalier universitaire de Treichville, dans un grand dénuement.